# Cheshire East
Cheshire East è un borough e autorità unitaria del Cheshire (contea cerimoniale), Inghilterra, Regno Unito, con sede a Sandbach.
L'autorità fu creata nel 2009 dalla fusione di precedenti distretti di Crewe and Nantwich, Congleton e Macclesfield.